# Navalmanzano
Navalmanzano es un municipio situado en la provincia de Segovia, en la comunidad autónoma de Castilla y León (España). Se encuentra a 37 km de la capital, y a 22 de Cuéllar, cabeza del partido judicial al que pertenece, así como a su Comunidad de Villa y Tierra.

## Símbolos
El escudo heráldico y la bandera que representan al municipio fueron aprobados oficialmente el 10 de junio de 1999. El escudo se blasona de la siguiente manera: 

«Escudo partido,primero de oro con una banda ondeada de azur, acompañada en lo alto de un manzano al natural, y en lo bajo de un pino de lo mismo, ambos arrancados. Segundo, de plata con una cabeza de caballo al natural, enjaezada. Al timbre, la Corona Real Española.»
Boletín Oficial de Castilla y León nº 124/1999 de 30 de junio de 1999

La descripción textual de la bandera es la siguiente:

«Bandera cuadrada, de proporción 1:1, cortada de azul y amarillo, cargada al centro con el escudo municipal, en sus colores.»
Boletín Oficial de Castilla y León nº 124/1999 de 30 de junio de 1999

## Geografía
Pertenece a la Tierra de Pinares y situada al noroeste de la provincia de Segovia cuyo territorio se extiende al sur del río Cega, incluyendo los términos de Sanchonuño, Gomezserracín, Chatún, Pinarejos, Navalmanzano, San Martín y Mudrián, Navas de Oro, Samboal, Narros de Cuéllar, Fresneda de Cuéllar, Chañe, Campo de Cuéllar y Arroyo de Cuéllar.
El terreno es prácticamente llano (su diferencia de altitud máxima está próxima a los 32 m, entre el Prado Bajo y el cerro de “Los Canalizos” 868m s. n. m.), con una ligerísima inclinación hacia el oeste, dirección que siguen los cursos de agua

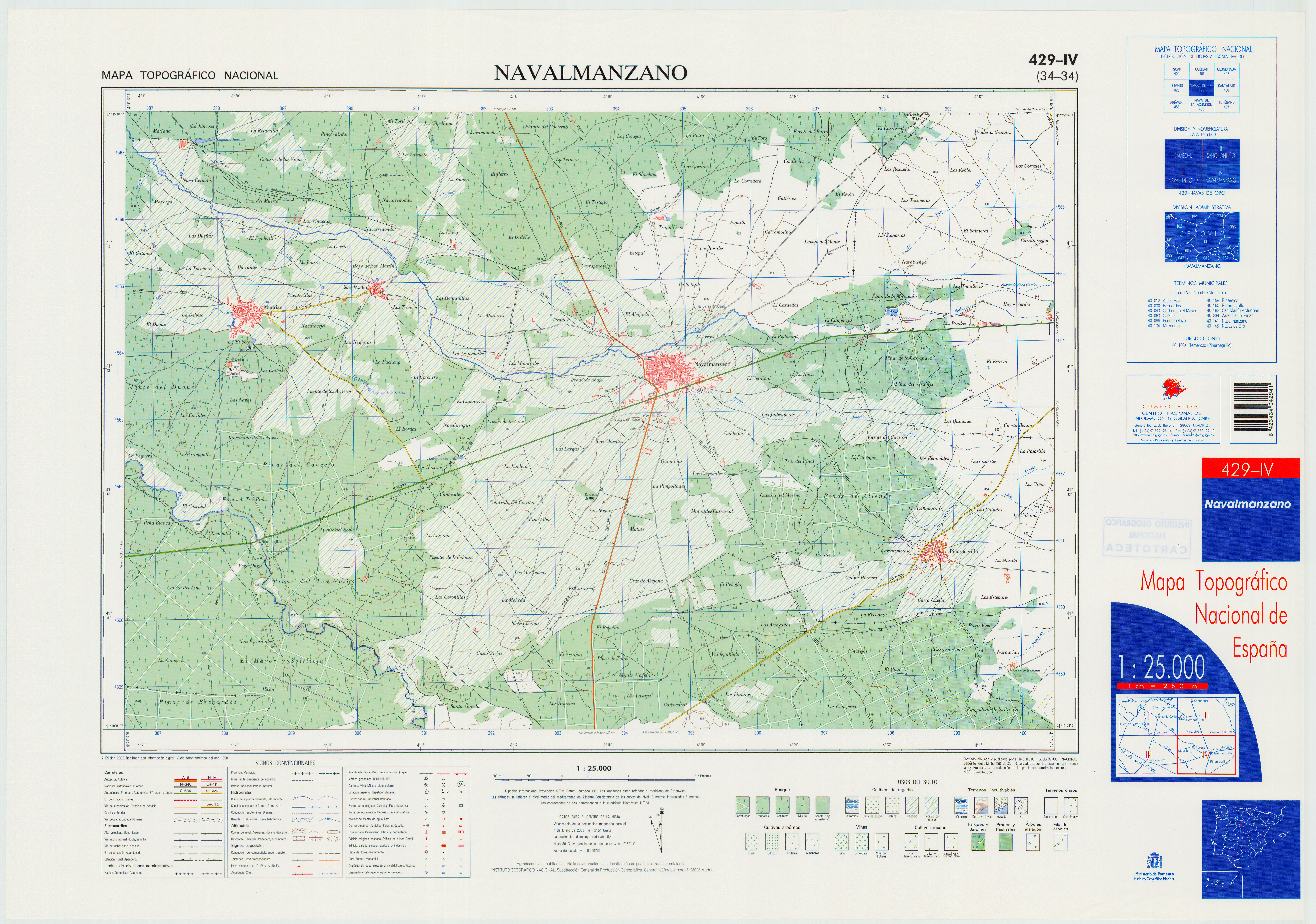
Fragmento de la hoja 429 del Mapa Topográfico Nacional de España de 2002 en el que se representa parte de Navalmanzano

| Noroeste: Pinarejos                           | Norte: Pinarejos        | Noreste: Zarzuela del Pinar |
| Oeste: San Martín y Mudrian                   |                         | Este: Fuentepelayo          |
| Suroeste: enclave de Temeroso (Pinarnegrillo) | Sur: Carbonero el Mayor | Sureste: Pinarnegrillo      |

### Hidrografía
El arroyo Malucas lleva sus aguas al río Pirón. Hoy es un pálido reflejo de lo que fue. Sus riberas están llenas de recuerdos de pueblos que enriquecieron la historia y de una flora y una fauna de lo que debió ser un vergel.
El arroyo Polendos es tributario del Malucas. La mitad de su cauce está entubado a su paso por el pueblo.
Multitud de regueradas, bodones, fuentes y lagunas, ya prácticamente secas, completarían el panorama hidrográfico.

### Climatología
Clima mediterráneo continentalizado, o de interior

## Geografía humana

### Demografía
Cuenta con una población de 1044 habitantes (INE 2024).
| Gráfica de evolución demográfica de Navalmanzano entre 1842 y 2021                                                    |
| |
| Población de derecho según los censos de población del INE. Población de hecho según los censos de población del INE. |

| 1127          | 1100 | 1157 | 1150 | 1189 | 1174 | 1186 | 1145 | 1091 | 1062 | 1047 | 1033 |
| (Fuente: INE) |      |      |      |      |      |      |      |      |      |      |      |

### Economía
Teniendo en cuenta los datos anteriores, Navalmanzano ha sido y es un pueblo que se ha dedicado a la agricultura, la ganadería y a la explotación del pinar.
Actualmente, los cultivos cerealistas de secano pierden pujanza ante la rentabilidad de los productos de huerta: patatas, zanahorias, puerros,... y, particularmente, planta de fresón. El ganado lanar, más importante en otro tiempo, ha dejado su primacía a los modernos cebaderos de terneras, pollos, conejos y, sobre todo, cerdos. La decadencia de la industria resinera ha hecho que el pinar sea explotado hoy, únicamente, como fuente de recursos madereros.
Es muy importante para la economía del pueblo el mes de octubre, ya que es el mes en el que prácticamente se desarrolla la temporada de la fresa.
También es importante citar que, en los últimos años, se ha multiplicado el número de navalmanzanenses que trabajan en las fábricas de piensos cercanas y en la jamoneras en detrimento de la agricultura.

## Administración y política
| Periodo   | Nombre                           | Partido |
| --------- | -------------------------------- | ------- |
| 1979-1983 | Juan Carlos Muñoz Martín         | PSOE    |
| 1983-1987 | Juan Carlos Muñoz Martín         | PSOE    |
| 1987-1991 | Juan Carlos Muñoz Martín         | PSOE    |
| 1991-1995 | José María Rodríguez Fortea      | PP      |
| 1995-1999 | José María Rodríguez Fortea      | PP      |
| 1999-2003 | Jaime Ignacio Herranz Bermejillo | PSOE    |
| 2003-2007 | Jaime Ignacio Herranz Bermejillo | PSOE    |
| 2007-2011 | Miguel Ángel Olmos Otero         | PP      |
| 2011-2015 | Pablo Ángel Torrego Otero        | PSOE    |
| 2015-2019 | Pablo Ángel Torrego Otero        | PSOE    |
| 2019-2023 | Pablo Ángel Torrego Otero        | PSOE    |
| 2023-act. | Pablo Ángel Torrego Otero        | PSOE    |

## Patrimonio

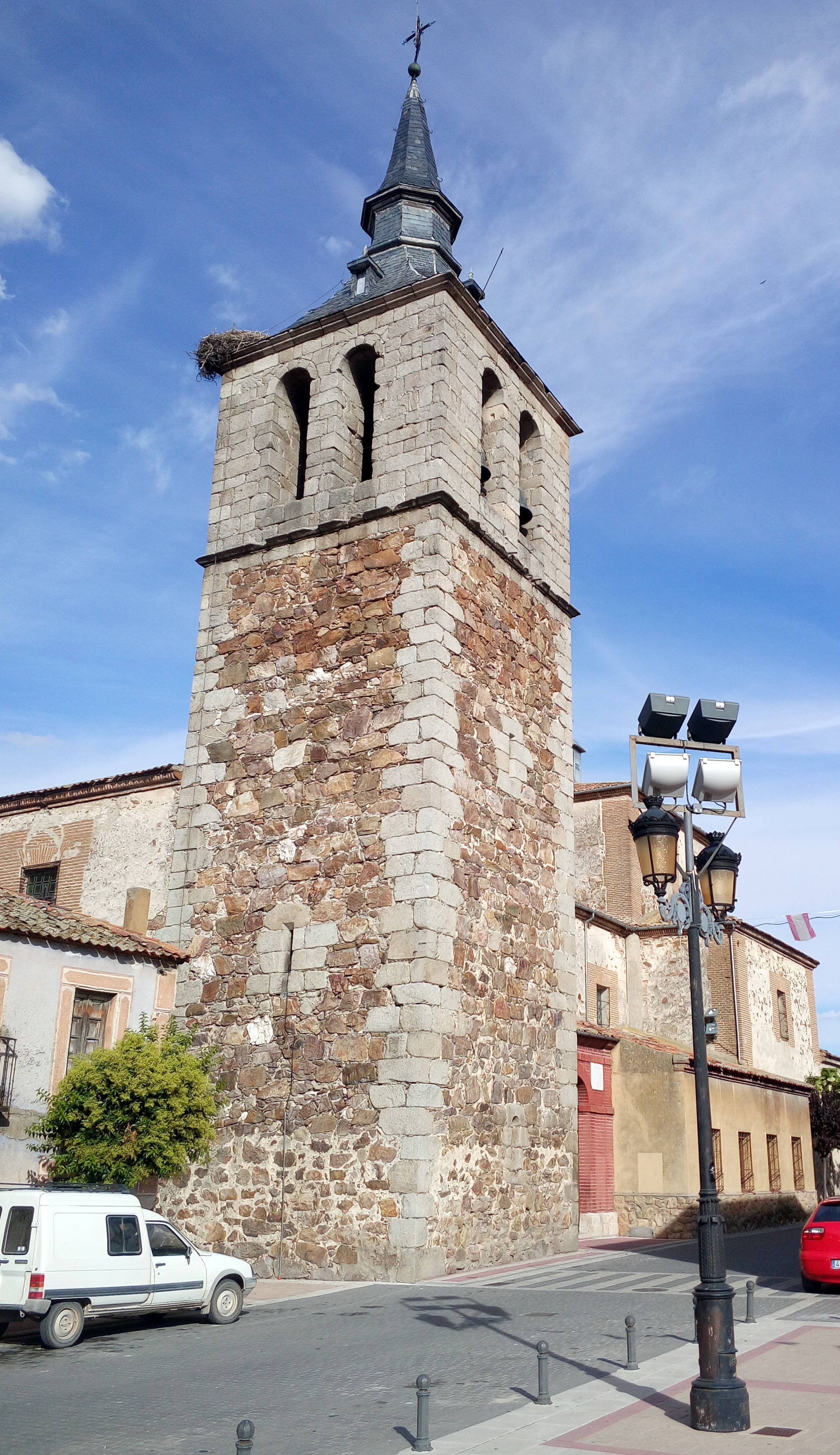
Iglesia de los Santos Justo y Pastor

De finales del siglo XIII o principios del siglo XIV son dos de las joyas artísticas que se pueden contemplar actualmente: 
- Una Virgen con Niño de estilo románico y posición sedente.
- La ermita de Santa Juliana, de factura mudéjar. Cuenta una leyenda sin base histórica que los frailes que la custodiaban desaparecieron de la noche a la mañana, abandonado sus tierras, viñas y la propia ermita.

## Cultura

### Gastronomía
- Lechazo castellano.
- Cochinillo.
- Productos de matanza.
- Rosquillas caseras de anís.
- Sopas de ajo.
- Sopa castellana.
- Ponche segoviano.[4]
- Judiones de la Granja
- Florones
- Perdices a la segoviana
- Patatas guisadas con chorizo
- Truchas

### Fiestas
- La fiesta más importante del pueblo históricamente siempre ha sido San Roque (16 de agosto), pero actualmente las fiestas patronales se celebran el segundo fin de semana de agosto. Tienen una duración de cuatro días, en los que se desarrolla un programa de actividades organizado por el ayuntamiento de la localidad y las peñas, que incluye actos religiosos, encierros tradicionales y otras atracciones.

- San Cristóbal (en torno al 10 de julio), en la que durante un fin de semana se conmemora al patrón de los conductores. La actividad más destacada es la bendición de vehículos, con abundante participación.

- Cruz de mayo (1 de mayo), gran celebración en torno a la ermita de Santa Juliana con música, bailes regionales, actos religiosos y merienda popular.

- San Isidro (15 de mayo), patrón de los labradores. En esta fiesta se realiza una misa, seguida de una procesión que llega hasta los campos del término para bendecirlos. Tras la procesión, los labradores organizan un gran comida.